# Marion Heel
Marion Heel (* 6. Mai 1969) ist eine ehemalige deutsche Fußballspielerin.

## Karriere
Heel gehörte als Mittelfeldspielerin zunächst dem FC Bayern München an, für den sie in der Bayernliga Punktspiele bestritt. Da ihr Verein 1988 sowohl Bayerischer Meister als auch Pokalsieger wurde, nahm er sowohl an der Endrunde um die Deutsche Meisterschaft teil, in der er bereits im Achtelfinale am TuS Ahrbach mit 1:3 im Elfmeterschießen ausschied, als auch am Wettbewerb um den nationalen Vereinspokal. In diesem erreichte ihre Mannschaft das Finale, das im Olympiastadion Berlin am 28. Mai 1988 vor 10.000 Zuschauern – als Vorspiel zum Männerfinale – mit 0:4 gegen den TSV Siegen verloren wurde; sie wurde zur zweiten Halbzeit für Ana Munoz-Perez ausgewechselt.
Zur Saison 1990/91 wechselte sie zum TuS Niederkirchen, für den sie in der Gruppe Süd in der Premierensaison der seinerzeit zweigleisigen Bundesliga Punktspiele bestritt. Als Zweitplatzierter nahm ihr neuer Verein an der Endrunde um die Deutsche Meisterschaft teil und scheiterte im Halbfinale – nach Hin- und Rückspiel – mit 3:4 am späteren Deutschen Meister TSV Siegen.

## Erfolge
FC Bayern München
- DFB-Pokal-Finalist 1988
- Bayerischer Meister 1988
- Bayerischer Pokalsieger 1988

TuS Niederkirchen
- Halbfinalist Deutsche Meisterschaft 1991